# Sveti Petar Cetinjski
Petar I. Petrović Njegoš (na crnogor. ćiril. Петар I. Петровић), kanoniziran kao Sveti Petar Cetinjski (na crnogor. ćiril. Свети Петар Цетињски; Njeguši, 8. studenog 1748. – Cetinje, 31. listopada 1830.), crnogorski svjetovni poglavar od 1782. te poglavar Cetinjske Mitropolije od 1784. do 1830. Smatra se utemeljiteljem moderne Crne Gore. Napisao je jednu od prvih knjiga o crnogorskoj povijesti.
Sv. Petar Cetinjski jedna je od najvećih, ako ne i najveća, ličnost crnogorske nacionalne povijesti.

## Životopis
Rodio se u obitelji Petrović Njegoš od oca Marka i majke Anđelije Martinović. Zaredio se oko 1760. godine, a sa svega 17 godina postao je đakon. Od 1765. godine nalazio se na školovanju u Carskoj Rusiji. Bio je Petar 1779. u jednom crnogorskom izaslanstvu koje je u Beču od austrijske carice Marije Terezije tražila pokroviteljstvo i financijsku potporu crnogorskoj državi.
Nakon smrti Šćepana Malog zakratko, od 1781. do 1784. i vladanja mitropolita Arsenija Plamenca, prekinuta je tradicija da se na crnogorskom prijestolju nalazi vladika iz dinastije Petrović-Njegoš. Nakon smrti mitropolita Plamenca, Petar je na općem Crnogorskom zboru izabran za novoga crkvenog i državnog poglavara. 
No, za vladiku je trebalo da bude posvećen (hirotoniziran) u Rusiji, ali mu je ruski veleposlanik u Beču odbio izdati putovnicu jer je mislio da je Petar, zbog njegova učešća u obraćanju carici Mariji Tereziji 1779. godine, "austrijski čovjek". Otuda je Petar posvećen u Srijemskim Karlovcima od srpskoga mitropolita Mojsija Putnika.
Potom, iz Srijemskih Karlovaca, Petar ipak putuje za Rusiju. Tijekom njegova boravka tamo, skadarski je vezir Mahmut-paša Bušatlija, koji je tvrdio da mu je Staniša (Skender-beg) Crnojević predak, napao Crnu Goru i prodro do Cetinja gdje je spalio Cetinjski manastir. 
Godine 1786. Petar biva protjeran iz Rusije. Vraća u domovinu i odaziva se pozivu Austrije i Rusije da Crnogorci sudjeluju u ratu protiv Osmanlija. Tom je prilikom u Crnu Goru došao austrijski časnik Filip Vukasović i donio naoružanje i novac. No,Vukasović je podržao guvernadura Jovana Radonjića, Petrova proaustrijski orijentiranog konkurenta te grupu oko njega okupljenih crnogorskih vođa, došlo je do nejedinstva i Crnogorci nisu imali vojnoga uspjeha.

## Sablja i križ
Rusi i Austrijanci su 1791. i 1792. sklopili mir s Osmanskim Carstvom, pa je Crna Gora bila napuštena, suočena sa starim neprijateljem – vezirom Mahmut-pašom Bušatlijom. Uz to što je imao brojnu i organiziranu vojsku, Mahmut-paša je novcem i prijetnjama širio neslogu, kako među plemenima u Crnogorskim Brdima – Brđanima, tako i u dijelu slobodne i nezavisne Crne Gore. 
Prije te bitke, Sveti Petar Cetinjski je uputio poslanicu turskom veziru u Skadru, koja osvjetljava nastojanja za ujedinjenje Brđana s drugim Crnogorcima (orig. crnogorski):
- "Što mi pišeš da Brđanima pomoć ne dajem i da ih ne puštim u Cernu Goru, to mi nemoj govoriti, što mi zakon i moja duša ne da učiniti. Brđani su moja braća kao i Crnogorci..."[2]

U kritičnim momentima, uoči osmanskoga napada, Petar je okupio Crnogorce i Brđane i na Crnogorskom zboru je izglasana, napisana i potpisana Stega – svečana prisega da je jedinstvo i obrana sveta nacionalna dužnost.

## Bitka na Krusima
U srpnju i rujnu 1796. u bitkama na Martinićima i Krusima je potučena osmanska vojska, a njezin zapovjednik, skadarski vezir Mahmut-paša Bušatlija posječen. U bitkama je Petar predvodio Crnogorce sa sabljom i križom u rukama. Vezir Mahmut-paša je tijekom borbi zaklan a glava mu je, kao strašni simbol crnogorske pobjede, za osvetu odsječena i donesena u Cetinjski manastir koji je bio 1785. spalio. Od tada su sastavnim dijelom crnogorske države postali Bjelopavlići i Piperi.

## Zakoni
Na Crnogorskom zboru u Manastiru Stanjevići 1798. je donesen Zakonik opšči crnogorski i brdski sa 16 članaka a dopunjen je 1803. s još 17 članaka. Godine 1798. je također oformljeno Praviteljstvo suda crnogorskog i brdskog. Time je, skupa s u Zakoniku inkorporiranom Stegom, udaren pravni temelj crnogorskoj državi. 

## Spor s Rusima
Osobni je tajnik Petrov bio, od 1785. do 1804. Dolči de Vicković, katolički svećenik iz Dubrovnika.
Potkraj 1803. i tijekom 1804. je Petar bio pod snažnim ruskim pritiskom da se oslobodi opata Dolčija, jer je navodno bio u urotničkom dosluhu s Francuzima a kao katolički svećenik je, tvrdili su Rusi, radio i na konverziji Crnogoraca iz pravoslavlja u katoličanstvo. 
Optužbe su dodatno osnažene pritiskom u pismu Crnogorcima što ga je uputio Sveti Sinod Ruske crkve s optužbama da Petar uzgaja "latinsku jeres" i prijetnjom kako će Ruski sinod u Crnu Goru postaviti novoga arhijereja.
Praviteljstvo suda crnogorskog i brdskog se 3. srpnja 1804., obratilo pismima ruskom caru i ruskom Ministarstvu vanjskih poslova, te specijalnom ruskom izaslaniku grofu Marku Iveliću u Boki kotorskoj. 
Najprije je istaknuta potpuna nezavisnost i samostalnost Crne Gore spram Rusije, kako u crkvenom tako i u državnom pogledu. Gašenjem Pećke patrijaršije 1766. godine (napomena – citati koji slijede u crnogorskom originalu)  “naš gospodin Mitropolit ostao po sebi u ovdašnjoj crkvi u nezavisnosti ikakvoj vlasti kao drugi arhijereji”, da “od najstarijeg vremena vjeru hrišćansku nijesmo od Rusa, nego od Grka primili”, te da “mi narod crnogorski i brdski ne stojimo pod podanstvom Ruske imperije, nego samo pod moralnim pokroviteljstvom, i ovo ne po drugim pričinama, nego jedinstavno po jednovjerju i jednoplemenitosti”, napisalo je crnogorsko Praviteljstvo. 
Takav stav, također, bjelodano svjedoči i o tadašnjoj  (samostalnosti – autokefalnosti) Crnogorske crkve. 
U pismima Praviteljstva dalje stoji:
“Do sada naši Arhijereji nijesu bili povlačeni ruskom Sinodu na ispite, zato i ovog našeg Arhijereja nećemo pustiti da bi iko nad njim trijumfovao i sudio. Kad bi on u čemu prestupio i bio kriv, za što je nepravo oklevetan, mi bismo mu mogli sami suditi i ne kao arhijereju, nego kao najpoštenijem građaninu među nama”.

## Ujedinjenje Crne Gore i Boke
Još od 1797. i propasti Mletačke Republike nastojao je Petar pripojiti Boku kotorsku i crnogorsko priobalje oko Budve.  Petar je doista oslobodio Budvu, no ubrzo se, pod inozemnim pritiskom, morao otuda povući i prepustiti je Austriji.
Novi je pokušaj uslijedio 1806. kada se, na poziv Rusije, uključio u borbu protiv Napoleonovih trupa koje su bile prodrle i u Boku kotorsku. Ni ovoga puta nije bilo uspjeha jer su Crnogorci pretrpjeli poraz kod osmanskih utvrda u bokokotorskom zaleđu (Nikšić, Klobuk).
Konačno, rujna 1813. godine, Petar je uništio francuske postrojbe u Boki kotorskoj, izuzev utvrde u Kotoru. Zauzeo je Perast, Risan, Herceg Novi, nad kojima se zaviorio crnogorski Alaj-barjak, te stigao s kombiniranim crnogorsko-bokeljskim postrojbama podno Dubrovnika u kojem su se Francuzi utvrdili. U prosincu 1813. predala se i francuska posada u Kotoru.
Ujedinjenje Crne Gore i Boke proglašeno je 29. listopada 1813. godine u Dobroti, kod Kotora.
No, Bečki kongres je 1814. – 1815. odlučio da se Boka kotorska vrati Dalmaciji, koja je pripala Austriji. Rusija nije bila suglasna s crnogorskim zahtjevima da bokokotorski zaljev ostane u sastavu crnogorske države. Čak je Rusija priprijetila Crnogorcima u slučaju da organiziraju oružanu obranu Boke kotorske a ukinuta je i financijska pomoć Crnoj Gori.
Tijekom crnogorsko-francuskih oružanih sukoba Napoleon se interesirao za Petra i Crnogorce. On je 28. siječnja 1808. godine, iznenađen vijestima o teškim borbama s crnogorskim postrojbama, pisao francuskom guverneru Dalmacije:
"Držite agenta uz crnogorskog vladiku i nastojte pridobiti toga čovjeka."
Opet je Napoleon 9. veljače 1808. istim povodom pisao:
"Kako to da i nikada ne pišete o Crnogorcima? Ne treba biti krut; treba među njih ubaciti agente radi pridobijanja prvaka te zemlje."

## Ujedinjenje Crne Gore i Brda
1820. je u Morači poražena Džalaludin-pašina vojska i od tada su plemena Rovca i Moračani postali dijelom slobodne i nezavisne crnogorske države.

## Nasljednik
Za nasljednika je Petar odredio svoga sinovca Radivoja Tomova Petrovića, kasnije Petra II. Petrovića Njegoša.

## Smrt i kanoniziranje
Umro je Petar na blagdan Lučindan, 31. listopada 1830. godine.
Crnogorska crkva, po Njegoševu prijedlogu, kanonizirala ga je kao sveca (Sv. Petra Cetinjskog) 1834. godine.
Dok 1918. autokefalna Crnogorska pravoslavna crkva nije ukinuta, postojala je tradicija okupljanja naraoda 12. srpnja svake godine pred Cetinjskim manastirom na Petrovdan.

## Milenijska ličnost
U anketi koju je 1999. sproveo crnogorski dnevni list Vijesti, Sveti Petar Cetinjski je, od strane najpoznatijih suvremenih Crnogoraca, proglašen milenijskom ličnošću sveukupne crnogorske nacionalne povijesti.

## Djela
Tijekom svoje vladavine Petar se obraćao Crnogorcima, kao i Brđanima, Bokeljima i Primorcima, svojim brojnim poslanicama, koje su pisane narodnim crnogorskim jezikom. U njima je apelirao, u prvome redu, na mir i na iskorjenjivanje fatalne krvne osvete koja je potkopavala državno jedinstvo i nade u ujedinjenje Crne Gore s Brdima i Bokom kotorskom. 
Poslanice se smatraju jednim od temelja crnogorske književnosti i tiskane su kao sastavni dio antologija povijesti crnogorske književnosti. One su, također, dragocjeno svjedočanstvo o surovim uvjetima u kojima se živjelo za doba vladavine Petra (citati koji slijede na crnogorskom jeziku). Petar je i autor jedne crnogorske povijesti, Kratka istorija Crne Gore, kojom je na neki način nastavio tradiciju vladike Vasilija.
- Znate kako sam vama i svijema Crnogorcima vazda i na svako mjesto govorio, moleći svakoga i zaklinjajući da u mir i slogu međusobom živite. I koliko sam truda i muke od početka do sada pretrpio, to samo jedini Bog znade; i sve radeći za obšte dobro i slobodu bez nikakve hile i lukavstva, nako s pravijem i čistijem srcem, želeći viđeti vas i ostalu moju braću ot neprijateljskog jarma i zuluma oslobođene. Nijesam iskao moje sobstvene koristi i tečenja (materijalne koristi – prim.a), nego sam ostavio crkve i manastire i sve crkovne i manastirske i domaće poslove. Zaboravio sam i moju dušu i moje zdravlje, a prijenuo za vas i za drugu braću Crnogorce, da ne izgubite, nego da uzdržite svoje poštenje i slavu i da utvrdite vašu predragu voljnost i slobodu, koji vi je Bog darova mimo svakoga naroda u svijet, da vi tuđin ne gospodari i ne zapovijeda i da nije gospodar od vašijeh života i đece i ot vašega imuća i domovah... (Poslanica Brđanima, 1800.)

- No kao što blagorodne duše čovjek, sve što na viši stepen u gospodstvo i u vlasti izlazi i koliko se u višemu bogatstvu i sreći nahodi, tolikođer on sve veće ište prilične njegovome blagorodstvu načine za potvrditi svoje dostojanstvo blagodejanijem, milostiju i krotkim življenjem, a najpače blagodarnim srdcem k svojemu blagođetelju, tako i neblagorodni čojek, kad se vidi iz niskoga bića uzdignut đe se nije nada, zaboravi i Boga, i dušu, kamo li neće zaboravit svoga blagođetelja, pa na krilima visokoumlja ili, ljepše reći, prebezumne gordosti, bezobrazno leteći... paklenijem i otrovnijem duhom iz njegove utrobe diše... (Poslanica Bokeljima, 1804.)

- Svakoga Crnogorca... molim i zaklinjam neka svaki stoji s mirom i neka trpi kako i ja trpim, zašto znam da će naše trpjenije bolje za nas biti, nego li ikakva naša osveta... (Poslanica Katunjanima, 1805.)

- A ja ne bih rad ni Turčinu, koji je dobar i pošten čojek, nikakva zla koliko ni dobrome ni poštenome Hrišćaninu, zašto znam što mi Bog zapovijeda... (Poslanica Drobnjacima, 1809.)

- ... Vidim da vi svaki dan više u svoje samovoljstvo i bezakonije napredujete, i da vi je milije zlo i sramota, nego li dobro i poštenje, i neka vi bude po želaniju vašemu. Ja se od svega zla i dobra ličim i po danas niti me u vaše posle prizivajte, niti ću se u njih miješati, nego ostajem jošt zaludu vaš dobroželatelj, nesrećni... Vladika Petar (Poslanica Crnogorcima i Brđanima, 1812.)

- Nijesu zakoni za dobre, nego za zle ljude postavljeni; budući oni ne poznaju od Boga uliveni u srdca njihova naravski zakon, zato je potrebno bilo zakone postavit da svakoga reda zlođeji budu kastigani (kažnjeni – prim.a.), jer inako valjalo bi da svi narodi u svijetu budu nesrećni, kako i jesu oni đe takvijeh zakonah nema i đe se dobri ljudi ne počituju, a zli ne kastigaju... (Poslanica Katunjanima, 1818.)

## Vanjske poveznice
- Akademik Branko Pavićević: SAZDANjE CRNOGORSKE NACIONALNE DRŽAVE (1796-1878.) (crn.)

- Danilo Klen i Mirjana Strejić: PETAR I PETROVIĆ NJEGOŠ, VLADIKA I GOSPODAR CRNE GORE, Montenegrina.net (crn.)

- Pisma Petra I. Petrovića Njegoša (crn.)

- Emisija "Živa istina" RTV IN 14.1.2011. gost Akademik Radovan Radonjić (VIDEO)       Arhivirana inačica izvorne stranice od 4. ožujka 2016. (Wayback Machine)
- RT CG emisija "GUVERNADURI"